# J1819+3845
J1819+3845 est un quasar remarquable pour être la source radio extragalactique connue la plus variable. Ce quasar montre des variations de facteurs de quatre ou plus sur une échelle de temps en heures.
Il a été démontré que les variations étaient dues à la diffusion dans le milieu interstellaire (ISM). Ce quasar fournissait la preuve élégante du rôle de la diffusion due à l'ISM, ou scintillation interstellaire, en montrant un regard dans l'arrivée entre le signal et des télescopes largement espacés (aux États-Unis et aux Pays-Bas).
La scintillation interstellaire est l'effet observé des phénomènes d'interférence et de réfraction dus à l'ISM. Cela peut-être considéré comme une ISM focalisant et défocalisant les ondes radio de la source, produisant un motif de zones poissons. Lorsque la Terre se déplace dans ces zones, nous observons une variation temporelle de l'intensité de la radio (comme un poisson nageant dans des zones claires et sombres).
Si l'on suppose que la théorie standard de la scintillation diffractive est appliquée, les traces radio au sol sembleraient exiger que J1819+3845 contienne un composant qui doit être inférieur à environ 5 microarcsecondes; cela nécessiterait sa température à plus de 1015 K. Cependant, la scintillation peut peut-être être interprétée comme étant due à un élément inhabituel de milieu interstellaire intermédiaire.
Néanmoins, son importance réside dans la preuve de l'importance de la scintillation interstellaire dans la création des variations de luminosité observées dans au moins certains quasars, qui ont fait l'objet de discussions.